# Penthaz
Penthaz es una comuna de Suiza perteneciente al distrito de Gros-de-Vaud del cantón de Vaud.
En 2018 tenía una población de 1747 habitantes.
Tiene su origen en una zona de casas de campo junto a la calzada romana que unía Urba con el lago Lemán y conserva restos de un miliario en el portal de su iglesia. En la Edad Media perteneció a la casa noble de Cossonay y a la abadía de Romainmôtier, pasando a depender de la bailía de Morges desde 1536.
La localidad es conocida por albergar desde 1992 el centro de investigación y archivado de la Cinémathèque suisse, declarado bien cultural de importancia nacional, en el cual se archivan todas las películas del cine suizo y numerosa documentación sobre la historia del cine en el país.
Se ubica a orillas del río Venoge a las afueras del vecino pueblo de Penthalaz, unos 10 km al noroeste de Lausana junto a la carretera E23 que lleva a Nancy.